# Jacques Crétineau-Joly
Jacques Crétineau-Joly, född 23 september 1803, död 1 januari 1875, var en fransk författare och journalist.
Crétineau-Joly var ledare för flera legitimistiska tidningar och skrev bland annat Histoire religieuse, politique et littéraire de la compagnie de Jésus (6 band, 1844), Histoire de la Vendée militaire (4 band, 1840-1842), L'église romaine en face de la révolution (2 band, 1859), samt Histoire de Louis-Philippe d'Orléans et de l'orléanisme (2 band, 1862-1863).